# Остзейські губернії
Остзейські губернії, також прибалтійські губернії — адміністративно-територіальні одиниці Російської імперії, що були створені у Балтії після перемоги Московії у Північній війні проти Швеції та третього поділу Речі Посполитої. Край складався з Курляндської, Ліфляндської та Естляндської губерній.

## Назва
Назва Остзейські губернії походить від німецької назви Балтійського моря — Ostsee (буквально Східне море). Ця назва вживалася в офіційних документах, наукових та публіцистичних творах часів Російської імперії. Окрім того, щодо регіону в імперській Росії вживали найменування Прибалтійські губернії та Прибалтійський край.

## Передумови
З XIII по XVI століття територія майбутніх остзейських губерній входила до складу створеної у ході хрестових походів Лівонської конфедерації. У цей період в регіоні сформувалися такі особливості як домінування західного християнства (спершу католицизму, згодом — лютеранства) та балтійських німців. Після Лівонської війни Естонія належала Швеції (Шведська Естляндія; Езель короткочасно належав Данії), Курляндія — Речі Посполитій, Ліфляндія — спершу Польщі (як частина Лівонського герцогства), проте в XVII була завойована Швецією (Шведська Лівонія).

## Етнічний склад

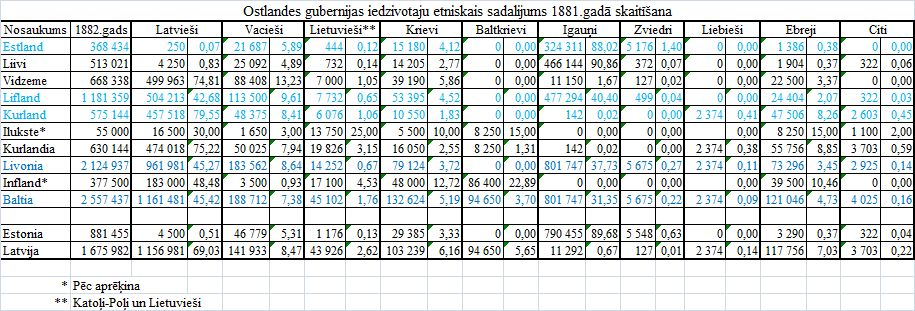
Етнічний склад населення станом на 1881 рік

Корінні жителі Остзейських губерній — латиші та естонці — на початку XX століття становили 80 % мешканців краю. До них належали селяни-власники, нижчі класи міщан, частина інтелігенції та купців. Естляндська і північна частина Ліфляндської губернії заселені естонцями, південна частина Ліфляндської та Курляндська (окрім Іллуктського повіту) — латишами. Населення Іллуктського повіту було змішаним і складалося з росіян, білорусів, латишів та литовців. Загалом, росіян у краї було близько 5 %, а балтійських (остзейських) німців — 6 %.

## Історія
В умовах капітуляції Естонії та Лівонії у ході Північної війни перед московськими військами та жалуваної грамоти лівонському дворянству від 1710 року, привілеї місцевих мешканців зберігалися. Права міст, магістратів, цехів Естонії та Лівонії також були закріплені в статті IX Ништадтського миру.
1713 року було створено Ризьку, а 1719 — Ревельську губернію. 1783 року в ході адміністративної реформи Катерини II було створено Ревельське та Ризьке намісництва. 1795 року, після третього поділу Речі Посполитої, було створено Курляндське намісництво. 1796 року намісництва були перетворені на Естляндську, Ліфляндську та Курляндську губернії відповідно.
У другій половині XIX століття імперська влада проводила в краї активну політику русифікації.
1915 року в ході Першої світової війни територія Курляндської та частково Ліфляндської (з Ригою) губерній була окупована Німецькою імперією. 1918 року на місці колишніх російських губерній були утворені нові держави — Естонія та Латвія, а невелика частина Курляндської губернії відійшла до Литви.

## Склад

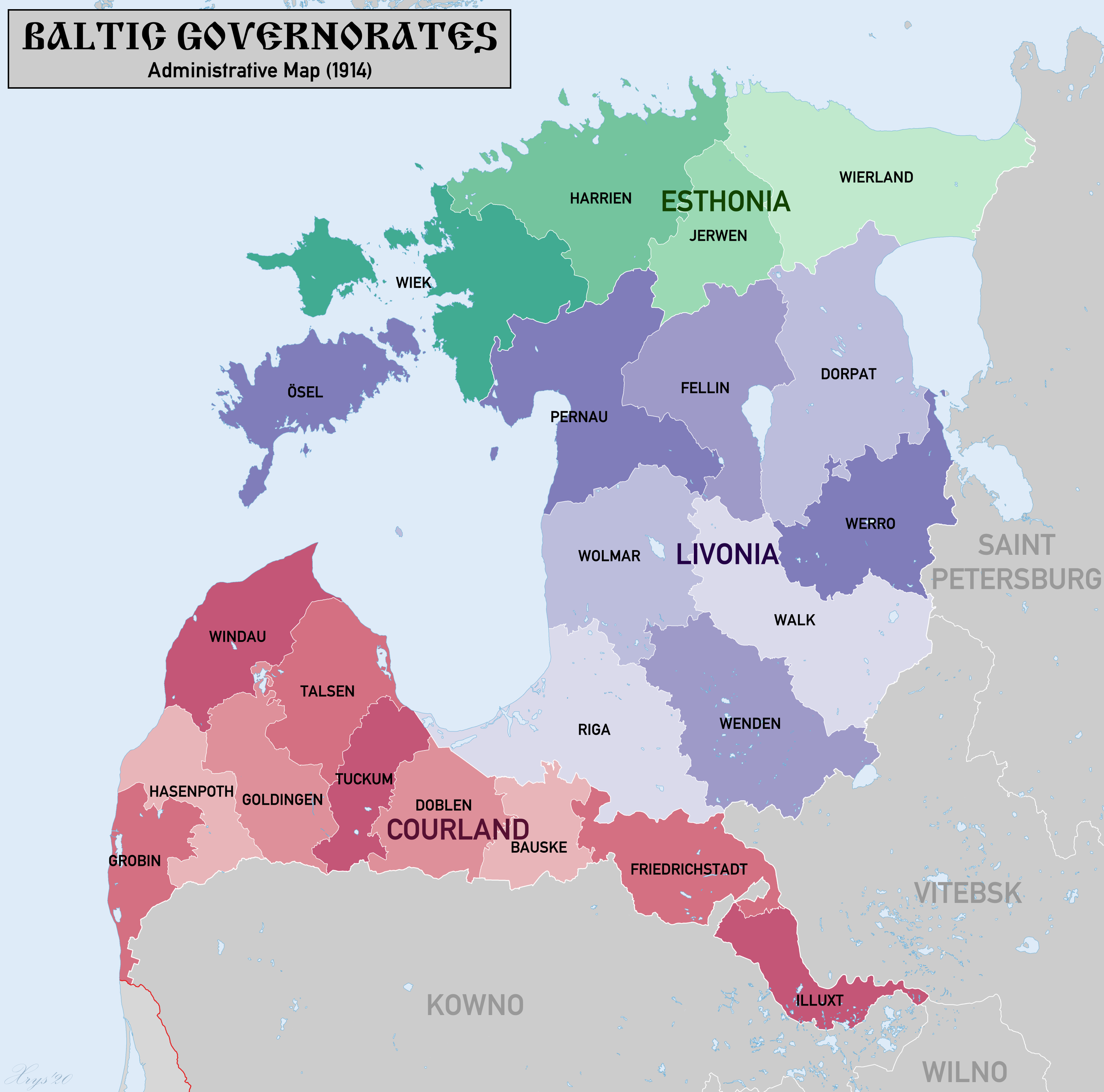
Остзейські губернії у 1914 році

### Петровські губернії
- Ризька губернія
- Ревельська губернія

### Катерининські губернії
- Курляндська губернія
- Ліфляндська губернія
- Естляндська губернія

## Особливості управління
У складі Російської імперії остзейські губернії мали особливий статус. Основою управління в них було місцеве законодавство («Звід місцевих узаконень губерній остзейських»), за яким управління відбувалося дворянськими зібраннями поряд з урядовими установами. Хоча повноваження останніх з кінця XVIII століття аж до початку Першої світової війни збільшувалися, губернатор як представник центральної влади був змушений будувати свою політику так, щоб не порушувати прав остзейського дворянства.
Питання про співвідношення загальноімперського та місцевого остзейського законодавства активно обговорювалося російськими юристами у 1830-1890-х роках. Місцеві остзейські правознавці, що представляли балтійсько-німецьку юридичну школу Теодора фон Бунге, наполягали на тому, що в краї могли мати силу лише ті закони, що створені спеціально для нього, а із загальноросійських лише ті, чинність яких в остзейських губерніях особливо передбачалось.
У 1846—1876 роках існував спеціальний Остзейський комітет для розгляду земельних справ у губерніях.